# Episodi di Babylon 5 (prima stagione)
La prima stagione della serie televisiva Babylon 5 è stata trasmessa su Prime Time Entertainment Network dal 22 febbraio 1993 al 26 ottobre 1994.
| nº | Titolo originale               | Titolo italiano                     | Prima TV USA     | Prima TV Italia  |
| -- | ------------------------------ | ----------------------------------- | ---------------- | ---------------- |
| 0  | The Gathering                  | La riunione                         | 22 febbraio 1993 | 4 marzo 1999     |
| 1  | Midnight on the Firing Line    | Mezzanotte sulla linea di fuoco     | 26 gennaio 1994  | 19 febbraio 2007 |
| 2  | Soul Hunter                    | Cacciatore di anime                 | 2 febbraio 1994  | 26 febbraio 2007 |
| 3  | Born to the Purple             | Di nobile stirpe                    | 9 febbraio 1994  | 5 marzo 2007     |
| 4  | Infection                      | Infezione                           | 18 febbraio 1994 | 12 marzo 2007    |
| 5  | The Parliament of Dreams       | Il parlamento dei sogni             | 23 febbraio 1994 |                  |
| 6  | Mind War                       | Guerra delle menti                  | 2 marzo 1994     |                  |
| 7  | The War Prayer                 | Preghiera di guerra                 | 9 marzo 1994     |                  |
| 8  | And the Sky Full of Stars      | Un cielo pieno di stelle            | 16 marzo 1994    |                  |
| 9  | Deathwalker                    | Seminamorte                         | 20 aprile 1994   |                  |
| 10 | Believers                      | Credenti                            | 27 aprile 1994   |                  |
| 11 | Survivors                      | Sopravvissuti                       | 4 maggio 1994    |                  |
| 12 | By Any Means Necessary         | A qualsiasi costo                   | 11 maggio 1994   |                  |
| 13 | Signs and Portents             | Premonizioni                        | 18 maggio 1994   |                  |
| 14 | TKO                            | K.O. Tecnico                        | 25 maggio 1994   |                  |
| 15 | Grail                          | Il Graal                            | 6 luglio 1994    |                  |
| 16 | Eyes                           | Affari interni                      | 13 luglio 1994   |                  |
| 17 | Legacies                       | L'eredità                           | 20 luglio 1994   |                  |
| 18 | A Voice in the Wilderness (I)  | Una voce nel deserto, prima parte   | 27 luglio 1994   |                  |
| 19 | A Voice in the Wilderness (II) | Una voce nel deserto, seconda parte | 3 agosto 1994    |                  |
| 20 | Babylon Squared                | Babylon 4                           | 10 agosto 1994   |                  |
| 21 | The Quality of Mercy           | La natura della clemenza            | 17 agosto 1994   |                  |
| 22 | Chrysalis                      | Crisalide                           | 26 ottobre 1994  |                  |

## La riunione
- Titolo originale: The Gathering
- Scritto da: J. Michael Straczynski
- Diretto da: Richard Compton

### Trama
La stazione Babylon 5 è appena stata completata ed i dignitari cominciano ad arrivare da tutti i pianeti; manca poco all'inaugurazione e si aspetta, a tale scopo, che giunga anche Kosh, l'Ambasciatore Vorlon. 

I Vorlon sono un popolo chiuso e molto diffidente: basti dire che nessuno ne ha mai visto uno in volto, nessuno ha mai fatto ritorno dal loro pianeta natale. 

Appena la nave attracca, Kosh è vittima di un'aggressione: avvelenato, è portato al MedLab, dove è sottoposto ad un'operazione d'emergenza, nonostante le proteste e l'opposizione del suo governo, per salvargli la vita. 
Iniziano le indagini e tutto sembra puntare alla colpevolezza del Capitano Sinclair; anche un esame telepatico conferma questo sospetto. Si organizza, così, il primo incontro ufficiale fra i rappresentanti dei vari Governi, che dovrà decidere se estradare Sinclair sul pianeta natale dei Vorlon, affinché subisca il processo. 
G'Kar, l'Ambasciatore Narn presenta al Consiglio consultivo la mozione descritta prima e, minacciando Londo Mollari, l'Ambasciatore Centauri affinché presti il suo voto, e ottenendo a sorpresa, attraverso una comunicazione interstellare, anche il voto dei Vorlon, ne ottiene l'approvazione.

Durante l'attesa che la nave Vorlon, incaricata del trasporto, arrivi, gli ufficiali della stazione si affannano per cercare di provare l'innocenza del Capitano. Intanto, G'Kar prova a convincere Delenn, l'Ambasciatrice Minbari a stringere un'alleanza tra i rispettivi popoli: nessun'altra potenza potrebbe resistere loro! Ma l'Ambasciatrice declina l'offerta.

Poco prima che il tempo a disposizione scada, Garibaldi, il capo della sicurezza e Sinclair riescono a scoprire la verità: il piano era stato orchestrato dai Narn e da una frangia della casta dei guerrieri Minbari, che, tramite un sicario dotato di una rete cambiante (dispositivo che permette all'utilizzatore di assumere le sembianze di chiunque), volevano compromettere le relazioni coi Vorlon e far fallire il progetto Babylon.
- Altri interpreti: Tamlyn Tomita (Laurel Takashima), Blaire Baron (Carolyn Sykes), John Fleck (Del Varner), Paul Hampton (Senatore), Johnny Sekka (Dr. Benjamin Kyle), Steven R. Barnett (Eric), William Hayes (viaggiatore), Linda Hoffman (tecnico), Robert Jason Jackson (tecnico), F. William Parker (uomo d'affari), Marianne Robertson (ostaggio), Dave Sage (uomo d'affari), Ed Wasser (Guerra)

- Note: Poiché questo è l'episodio pilota, si è trattato di una sorta di esperimento per Straczynski, per rendersi conto di che cosa avrebbe funzionato sullo schermo; infatti dall'episodio successivo cambieranno vari aspetti e alcuni interpreti: per esempio, spariranno le armi a energia che si vedono impugnate da Sinclair e da Garibaldi, sostituite dalle PPG; cambierà l'aspetto di Delenn; spariranno i personaggi di Takashima, sostituita dal Comandante Ivanova, e del Dr. Kyle, sostituito dal Dr. Franklin.

## Mezzanotte di fuoco
- Titolo originale: Midnight on The Firing Line
- Scritto da: J. Michael Straczynski
- Diretto da: Richard Compton

### Trama
I Narn invadono la colonia agricola di Ragesh III, dando così inizio ad una gravissima crisi diplomatica. Non conoscendo ancora gli autori dell'attacco, perché le comunicazioni sono state troncate con grande tempismo, Londo chiede a Sinclair di indire una riunione del Consiglio, per discutere della vicenda. 
Nel contempo, nel Centro di Comando, Ivanova riceve una richiesta d'aiuto da parte d'una Nave, sottoposta a razzia. 
Più tardi, nel suo alloggio, Londo sta rivedendo le immagini dell'attacco, che, finalmente, il Governo Centauri è riuscito a reperire: si avvede subito che gl'incrociatori sono Narn e va alla ricerca dell'altro Ambasciatore per confrontarsi con lui. Trovatolo, lo aggredisce. Per fortuna, la sicurezza interviene con rapidità e li separa; G'Kar giura di vendicarsi su Londo e sui Centauri, per il secolo di soggezione che hanno dovuto sopportare.
In considerazione di quest'informazione, la riunione del Consiglio si terrà per stabilire se imporre sanzioni sui Narn, per il loro comportamento. Sinclair riceve ordine dal Senato terrestre di votare contro il provvedimento, perché la Terra deve restare estranea alle controversie fra altri Governi; nel contempo, anche Londo riceve ordine di votare contro dal suo Governo, timoroso che, in un'eventuale guerra, risultassero soccombenti. Per questa ragione, Londo prova ad uccidere G'Kar con un'arma che tiene nascosta nel proprio Alloggio, ma il suo intento viene impedito da Garibaldi, che riesce a fermarlo.
Intanto, Sinclair ha deciso di indagare sulle razzie dei Raider e, con una squadriglia di caccia, si è diretto nel luogo dove sono stati trovati per l'ultima volta; una volta trovati e messi in fuga, scopre che dietro alle loro azioni c'erano i Narn, i quali avevano venduto ai Raider le armi che essi usano, ed avevano anche assegnato loro un emissario che mostrasse loro come usarle.
Usando questa informazione e giocando sullo stigma che si attirerebbe addosso il Governo Narn, se questa informazione fosse diffusa, Sinclair riesce a convincere G'Kar a ritirare le proprie forze da Ragesh III: la pace è ristabilita, Babylon 5 comincia a mostrare i suoi frutti.
- Altri interpreti: Peter Trencher (Carn Mollari), Ardwight Chamberlain (voce di Kosh), Jeff Austin (Centauri), Maggie Egan (Annunciatrice dell'ISN), Mark Hendrickson, (Capitano dell'incrociatore Narn), Douglas E. McCoy (Delta 7), Marianne Robertson (Tecnico)
- Note: in quest'episodio compare il Tenente Comandante Ivanova, che sarà il Primo Ufficiale della Stazione fino alla quinta stagione; inoltre, veniamo a conoscenza dell'odio che intercorre fra Narn e Centauri, poiché i primi sono stati sottoposti al giogo coloniale dei secondi fino a cent'anni prima. E veniamo anche a conoscenza del fatto che la madre di Ivanova era una telepate, che è stata spinta al suicidio dal Corpo Psi, un'organizzazione terrestre che controlla tutti i telepati; per questa ragione, la donna prova una fortissima inimicizia verso tutti coloro che possiedono codeste doti.

## Cacciatore di anime
- Titolo originale: Soul Hunter
- Scritto da: J. Michael Straczynski
- Diretto da: Jim Johnston

### Trama
Un cacciatore di anime è tratto in salvo dalla propria nave ormai malconcia da Sinclair e portato in infermeria; poiché egli fa parte di una razza sconosciuta ai Terrestri, Delenn si offre di aiutarli ad identificarla. 
Appena arrivata in infermeria, però, ha una reazione inopinata: tenta di uccidere il naufrago, chiedendo a Sinclair di lasciarla fare, prima che qualcuno muoia su Babylon 5, perché il cacciatore di anime è membro di una razza che ruba le anime dei morti.
Più tardi, l'Ambasciatrice si scusa con Sinclair e gli spiega le ragione del suo astio (vedi note).
Con l'inganno, il Cacciatore riesce a stordire la guardia posta a controllarlo e, appropriandosi della sua arma, fugge per portare a termine il suo piano. Questo cacciatore era quello che, tempo addietro, era stato mandato a prelevare l'anima di Dukat, un grande leader Minbari; per impedirgli di riuscire nel suo intento, però, i Minbari avevano eretto un muro di corpi, cosicché quando egli era arrivato, era ormai troppo tardi, perché Dukat era già spirato; questo fatto l'ha profondamente segnato. E, dopo che, successivamente, aveva mancato l'appuntamento con altre anime degne, giungendovi troppo tardi, ha perso totalmente il senno.
Mentre gli altri Cacciatori di anime aspettano che la morte sopraggiunga naturalmente, questo ha deciso di affrettare i tempi: con un marchingegno, progettato per ridurre al minimo le sofferenze dell'anima, egli uccide i candidati, per poi sottrarre loro l'anima. E la sua vittima prescelta è Delenn. Rapitala, mette in funzione la sua macchina, che comincia, a poco a poco, a succhiare via la vita dall'Ambasciatrice.
A bordo arriva un altro Cacciatore di anime, che spiega la situazione e si offre di prestare aiuto a Sinclair, affinché riescano a fermarlo: le ricerche cominciano e, grazie alla capacità del Cacciatore di essere attratto dalla morte, i militari riescono a trovare il luogo dove Delenn è trattenuta e, poco prima che il meccanismo completi la sua azione, Sinclair riesce a liberarla, uccidendo il Cacciatore di anime nel processo, mediante la sua macchina per assorbire le anime dei morti.
- Altri interpreti: W. Morgan Sheppard (Soul Hunter 1), John Snyder (Soul Hunter 2), Toni Attell (Tecnico medico), Jim Bentley (Uomo), Mark Conley (Tecnico), Marianne Robertson (Tecnico), David D. Darling (Guardia), Ted W. Henning (Guardia)
- Note: in quest'episodio si vede per la prima volta il Dottor Stephen Franklin, l'ufficiale medico, che va a sostituire il Dottor Kyle, apparso nell'episodio pilota; veniamo anche a conoscenza dei bassifondi della stazione, affollati di poveri, che non possono permettersi il biglietto per tornare a casa e che vivono di espedienti; i Cacciatori di anime sono esseri immortali che vengono attratti dalla morte e che sottraggono l'anima delle persone degne, al momento del loro trapasso; visto che i Minbari credono che le anime dei defunti si reincarnino nelle generazioni successive, essi provano un particolare odio verso i Cacciatori di anime; al contrario, i Cacciatori pensano di sé di essere dei preservatori, di agire per un bene superiore, di voler salvare le anime e non di volerle rubare; infine, veniamo anche a sapere che Delenn è un membro del Consiglio dei Grigi, il massimo organo legislativo Minbari, ed ha avuto parte nella vicenda di Dukhat. Inoltre si viene a sapere che la durata media della vita di un uomo si è allungata fino a 100 anni.

## Di nobile stirpe
- Titolo originale: Born to the Purple
- Scritto da: Lawrence G. DiTillio
- Diretto da: Bruce Seth Green

### Trama
Sottraendo tempo agli incarichi diplomatici, la stesura di un trattato coi Narn, in favore del suo piacere, Londo scopre l'amore: Adira Tyree. 
Purtroppo per l'Ambasciatore, la giovane donna, però, è la schiava di Trakis, un individuo ambiguo che vive cercando di sottrarre preziose informazioni, per poi rivenderle al miglior offerente: in questo caso, il suo intento è quello di avere accesso ai cosiddetti File purpurei di Londo, che contengono i segreti più indesiderabili delle altre casate Centauri, per rivenderli ai Narn.
Durante un incontro intimo, Adira versa del sedativo nella bevanda dell'Ambasciatore e, poi, con una sonda mentale si fa rivelare la parola d'ordine per i File purpurei, che copia su di un cristallo dati. Poi, pentita, scappa e si nasconde. 
Sia Londo sia Trakis cominciano a cercarla: l'uno per riavere i suoi File, l'altro per farseli consegnare. L'Ambasciatore Centauri chiede l'aiuto di Sinclair, spiegandogli perché non possa passare per i canali ufficiali: sarebbe uno scandalo che farebbe tremare le fondamenta di Centauri Prime. Il Capitano è felice di aiutare Londo, a condizione che egli firmi il trattato, gl'incontri per stabilire il testo del quale ha sempre evitati, per stare con Adira. Mollari accetta.
Nonostante le accurate ricerche sotto copertura e dopo essere stati vittime di un fallito attentato, i due si rendono conto che sono arrivati troppo tardi: Trakis ha sia il cristallo sia Adira.
Sinclair, allora, convince G'Kar a entrare in contatto con Trakis, offrendosi di organizzare l'incontro, per permettergli di acquisire quei File, che permetteranno al Narn di ottenere delle condizioni vantaggiose nel trattato che si sta discutendo; in cambio, il Capitano conta sul fatto che la gratitudine dei Narn valga la pena di preparare tutto ciò; a riprova della genuinità dei File, la telepate commerciale della Stazione, Talia Winters, precedentemente avvisata e reclutata, presterà la propria opera. G'Kar accetta.
All'incontro organizzato con G'Kar, Trakis si presenta ed è scandagliato da Talia, che, così, scopre dove si trovi Adira; in questo modo, una squadra di sicurezza può andare a salvarla; Mollari, intanto, perquisisce Trakis e si riprende il proprio cristallo. Dopo aver scoperto che Adira si era nascosta, perché innamorata di lui e perché non voleva tradirlo, Londo la perdona.
Dopo aver riottenuta la propria libertà da Trakis, Adira lascia la stazione, promettendo di tornare presto dall'Ambasciatore.
- Altri interpreti: Mary Woronov (Ko'Dath), Fabiana Udenio (Adira Tyree), Clive Revill (Trakis), Jimm Giannini (Ock), Robert Phalen (Andrei Ivanov), Robert DiTillio (Norg), Tom Lowe (Sicario), Katharine Mills (Ballerina), Mike Norris (Butz), Laura Peterson (Gera Akshi), Marianne Robertson (Tecnico), Momo Yashima (Dott. Goyokin)
- Note: il padre di Susan Ivanova muore, mentre il fratello della donna era già morto durante la guerra fra i Terrestri e i Minbari; in questo episodio, si scopre che la società Centauri si basa su di una rete di ricatti e di segreti: chi più sa dei proprî nemici, specie segreti pericolosi, più ha potere; i Centauri praticano ancora la schiavitù; in questo episodio viene firmato un trattato fra i Narn e i Centauri, probabilmente in seguito agli eventi di Mezzanotte di fuoco.
- Nota. Il titolo inglese si rifà ai tempi degli Antichi Romani, quando i Senatori indossavano una toga purpurea; ancora oggi, i Pari d'Inghilterra indossano abiti con finiture in porpora, tantoché ci si riferisce ai Pari ereditari con la locuzione "born to the purple" ("nati alla porpora") e a quelli eletti con "raised to the purple" ("innalzati alla porpora").

## Infezione
- Titolo originale: Infection
- Scritto da: J. Michael Straczynski
- Diretto da: Richard Compton

### Trama
L'arrivo di un ex professore del Dottor Franklin, un archeologo, e del suo assistente è foriero di guai: i due hanno contrabbandato a bordo dei reperti dal Pianeta Ikarra 7 che sfruttano una tecnologia organica. Il dottore consente a sottoporre questi reperti ad alcune analisi, per poterne carpire i segreti.
Più tardi, mentre Nelson, l'assistente di Hendricks, l'archeologo, è nel suo alloggio, uno dei manufatti prende vita ed emette una scarica di energia che colpisce l'uomo, dando inizio ad un procedimento di mutazione in quest'ultimo.
Il giorno dopo, mentre Franklin entra nell'infermeria, trova Nelson che lo aspetta per sparargli, asserendo di agire al fine di proteggere; proteggere che cosa, però, non lo dice. Mentre Franklin è a terra, poi, Nelson esce e comincia a percorrere i livelli di Babylon 5, sparando a coloro che gli passano accanto; l'uomo risulta essere persino impermeabile ai proiettili che i membri della Sicurezza gli sparano contro.
Franklin riesce a trovare una spiegazione per gli apparentemente illogici assassinî (vedi note) e Sinclair ha un'idea su come potrebbero fermare Nelson: visto che le armi biologiche hanno una personalità, vale a dire quella della persona con cui sono integrate, i Terrestri potrebbero provare a ragionare con questa personalità, per tentare di bypassare la programmazione della macchina.
Innanzitutto, Sinclair e Garibaldi preparano una trappola per attirare Nelson, usando le armi, che, comunque, non ottengono effetto; una volta ottenuta la sua attenzione, Sinclair decide di provare a far innervosire l'arma biologica, per farsi inseguire fino ad uno degli attracchi, così da eiettarlo nello spazio.
 Il suo piano riesce e Sinclair si fa seguire sino alla zona degli attracchi; una volta lì, spiega che la razza Ikarrana si è estinta, per colpa delle loro stesse armi, ed invita l'arma a consultare i ricordi di Nelson, che ha visto il pianeta in rovina. La macchina lo fa e, presa dal senso di colpa, si autodistrugge, liberando Nelson dal suo controllo.
Dopo che si scopre che Hendricks e Nelson erano a conoscenza del pericolo rappresentato dalla tecnologia aliena sin dapprincipio e che, nonostante ciò, hanno pericolato l'intera Stazione, essi vengono presi in custodia dalle Guardie della Sicurezza, affinché possano essere processati.
- Altri interpreti: David McCallum (Dott. Vance Hendricks), Marshall Teague (Nelson Drake), Patricia Healy (Mary Ann Cramer), Sav Farrow (Tecnico), Daniel Hutchinson (Guardia), Sylva Kelegian (Tecnico), Tony Rizzoli (Guardia), Marianne Robertson (Tecnico), Paul Yeuell (Guardia alla Dogana)
- Note: una squadra del settore Difesa della Forza Terrestre riesce a mettere le mani su della tecnologia organica confiscando i reperti archeologici del dottor Hendricks; la spedizione degli archeologi era stata finanziata dalla "Interplanetary expeditions", una società prestanome, che ne copre un'altra che produce armi biologiche; quest'episodio presenta la Stazione in prossimità del suo secondo anniversario: a tal proposito, è presente una presentatrice dell'ISN, per intervistare alcuni Ufficiali e commemorare l'evento, del resto al momento del varo della Stazione, un sondaggio mostrava come il 75% degli intervistati non credesse che Babylon 5 sarebbe sopravvissuta al suo primo anno. Nel corso della storia ikarrana, Ikara fu invaso molte volte; per porre un freno a questi attacchi, gli Ikarrani creano delle armi organiche da usare contro i nemici; giacché avrebbe richiesto troppo tempo, però, il creare un'arma guidata da un'intelligenza artificiale, decisero di incorporare la matrice della personalità e gli schemi cerebrali di uno dei loro ricercatori. Per evitare che i loro nemici potessero ingannare la parte umana dell'arma, inoltre, la programmarono per non accettare ordini se non da "puri" Ikarrani. La definizione di purezza (già pressoché impossibile a definirsi di per sé, trattandosi di un concetto altamente sfuggente), però, fu data su basi ideologiche e non scientifiche, cosicché, dopo aver sterminato i nemici degli Ikarrani, le loro armi si rivoltarono contro di loro e causarono l'estinzione della società Ikarrana.
- Nota. J. Michael Straczynski non è rimasto particolarmente felice di quest'episodio (di cui lui stesso ha scritto la sceneggiatura, peraltro); di esso ha detto: "Infezione non è di certo indicativo della stagione nel suo insieme; esso è, a mio avviso, uno degli episodi più deboli, se non il più debole in assoluto".[senza fonte]

## Parlamento dei sogni
- Titolo originale: The Parliament of Dreams
- Scritto da: J. Michael Straczynski
- Diretto da: Jim Johnston

### Trama
Sulla Stazione si affollano esponenti di ogni razza, per partecipare allo scambio culturale indetto dall'Alleanza Terrestre (vedi note).
Intanto, G'Kar è minacciato di morte da un vecchio nemico (vedi note) ed il suo nuovo assistente arriva. Al consiglio dell'assistente di sentire il Capitano, per ottenere protezione, G'Kar rifiuta, perché non vuole rendere pubblico questo incidente, per ragioni eminentemente politiche, e, soprattutto, perché non vorrebbe che gli fossero poste delle domande, in merito ai suoi anni nel Consiglio. Per proteggersi, il Narn chiede consiglio ad un essere simile ad un grosso insetto, che si occupa di tutti i traffici poco legali sulla Stazione, per avere una guardia del corpo. Purtroppo, questa viene uccisa dal sicario.
Trovato il corriere del messaggio, Na'Toth lo porta al cospetto di G'Kar, il quale la ringrazia e la lascia andare; Tu'Pari, il corriere, gli spiega che il messaggio gli è stato consegnato dal padre di Na'Toth. Mentre comunica col pianeta natale Narn, per far sì che Na'Toth sia riassegnata, l'Ambasciatore viene, casualmente, a sapere che il vero sicario, in realtà, è Tu'Pari; ormai, però, è troppo tardi per poter preparare delle contromisure: il falso corriere, riuscito ad intrufolarsi negli Alloggî dell'Ambasciatore, lo stordisce e lo rapisce.

Quando G'Kar si risveglia, si trova davanti a Tu'Pari, che gli espone la sua missione: l'Ambasciatore deve conoscere il dolore, conoscere la paura e, poi, essere ucciso.
Na'Toth, entrata nell'Alloggio dell'Ambasciatore e non avendolo trovato, s'insospettisce e comincia a ricercare dove si trovi G'Kar. Con astuzia, riesce a raggiungere Tu'Pari e là, fingendosi una sua compagna, mandata dalla stessa gilda degli assassini (vedi note), colpisce più volte G'Kar, per carpire la fiducia di Tu'Pari e per rompere i pain-givers (vedi note) con cui il sicario meditava di infliggere sofferenza e, poi, la morte a G'Kar. Nonostante tutto, Tu'Pari ancora non le crede, ma, mentre presta la sua attenzione a Na'Toth, ignaro che G'Kar non è più sottoposto all'azione dei pain-givers, dà l'occasione all'Ambasciatore di colpirlo alla schiena e liberarsi.
Per evitare di essere nuovamente vittima di altri sicarî, G'Kar lascia in vita Tu'Pari e gli accredita anche una buona somma di danaro, così da far sembrare che sia stato corrotto; in questo modo, la gilda degli assassini attaccherà il sicario e sarà talmente imbarazzata dall'evento, che cercherà di dimenticare che alcunché sia successo su Babylon 5.
- Altri interpreti: Julia Nickson (Caherine Sakai), Thomas Kopache (Tu'Pari), Joey Hardin (Narn), Du'Rog (Mark Hendrickson), Calvin Jung (Guardia), Randall Kirby (Uomo d'affari), Michael McKenzie (Pellegrino), Marianne Robertson (Tecnico), Glen Robinson (Cameriere capo), Erich Martin Von Hicks (Uomo d'affari)
- Note: il Quartier Generale dell'Alleanza ha deciso di indire uno scambio culturale, presso Babylon, durante il quale ciascuna razza è invitata a mostrare il credo dominante sul proprio pianeta; in questo episodio, compare Catherine Sakai, una vecchia fiamma di Sinclair, con la quale il Capitano ricomincia una relazione; D'rog, un vecchio nemico di G'Kar, sta morendo e coglie l'ultima occasione per mandare un sicario ad assassinare l'Ambasciatore, per vendicarsi, giacché la sua famiglia era stata umiliata davanti al corpo legislativo locale proprio dall'Ambasciatore; Na'Toth, il nuovo addetto diplomatico di G'Kar a sostituire Ko'Dath (apparsa in Mistero a Babylon 5 e morta recentemente in uno strano incidente presso i portelloni stagni), giunge poco dopo che il Narn ha ascoltato la minaccia di morte, per questo, dapprincipio, egli è diffidente; quando un Narn desidera assicurarsi che un altro sia ucciso, si rivolge ad una gilda di assassini (la più conosciuta e letale si chiama Thenta Makur; prima di entrare in azione, i suoi adepti lasciano un fiore presso la vittima, così da permetterle di prepararsi alla morte; dopo aver accettato un incarico, non è più dato ai membri della gilda di ritirarsi, sotto pena di essere uccisi a propria volta dai compagni); anche l'assistente di Delenn, Lennier compare, per la prima volta, in questo episodio; i pain-givers usati da Tu'Pari sono degli strumenti che servono per cagionare un diverso livello di dolore a chi li indossa, a seconda del desiderio di chi ne possiede il telecomando (essi servono anche a impedire che la persona che li indossa si avvicini troppo a chi possiede il telecomando: a mano a mano che la persona si fa più pressa al dispositivo, ella prova un dolore via via crescente).

- Le cerimonie
  - Cerimonia Centauri: la cerimonia Centauri è tutto ciò che ci si potrebbe aspettare da un popolo dedito alla crapula; si tratta di un festival dove si balla, si beve e si mangia. Si tratta di una celebrazione della vita. Anticamente, questa razza condivideva il proprio pianeta con un'altra razza, gli Xon, che vennero, però, sterminati nel corso di una lunghissima guerra; alla fine di ogni anno, i Centauri rimasti vivi si riunivano, celebrando la propria fortuna rispetto ai compagni morti.
  - Cerimonia Minbari: la cerimonia Minbari, per converso, è molto diversa da quelli Centauri; è ordinata e solenne. Delenn comincia leggendo una storia che riguarda la morte e il rinnovamento. Una musica molto leggera è suonata in certi punti della storia e poi dei frutti rossi sono consegnati a tutti i partecipanti, i quali li mangiano. La donna pare mostrare un leggero interesse verso il modo con cui Sinclair mangia il proprio frutto. La cerimonia si conclude con la frase: "E così comincia". Poco prima di lasciare la stazione, per una missione, Catherine Sakai spiega a Sinclair che questa cerimonia può anche, a seconda delle intenzione dei partecipanti, rappresentare un matrimonio.
  - Cerimonia umana: Sinclair conduce gli Ambasciatori in una stanza spoglia, dove ha fatto allineare decine di persone, ciascuna di una religione diversa. Jeffrey avanza e presenta ciascuno di essi agli altri: una dimostrazione della fiera diversità che la Terra contiene in sé.